# 10 µm 공정
10 µm(마이크로미터) 공정은 회로선 폭이 10 µm인 반도체를 다루는 공정 기술 수준이다. 1971년에서 1972년 경 인텔과 같은 반도체 회사가 달성하였다.

## 10 마이크로미터 제조 공정을 적용한 제품
- 1971년 출시된 인텔 4004 CPU는 이 공정으로 만들어졌다.[1]
- 1972년 출시된 인텔 8008 CPU는 이 공정으로 만들어졌다.[2]